# علف ترکی
علف ترکی (Herniaria glabra) یا فرش سبز در خانواده میخکیان قرار دارد. این گیاه در سراسر اروپا، ایران، قفقاز و ترکیه رشد می‌کند. علف ترکی گیاهی دائمی و همیشه‌سبز است.